# Zamek w Żytomierzu
Zamek w Żytomierzu – średniowieczny, nieistniejący zamek położony nad Teterewem, w Żytomierzu. Od 1569 siedziba powiatu i starostwa grodowego w województwie kijowskim Rzeczypospolitej.
Stary gród ruski został zdobyty w 1320 przez Giedymina. W XIV wieku Żytomierz był obronnym zamkiem, należącym do litewskich książąt Olgierdowiczów, spalili go Tatarzy chana Kutłuka.
Zamek umocnił Kazimierz Jagiellończyk ok. 1492. W 1648 Kozacy zniszczyli miasto i zamek. Odbudowany, stał się w roku 1686 siedzibą wojewody kijowskiego.  Od 1764 zamek obsadzony był załogą wojskową.
Od  roku 1775 decyzją sejmu zamek był siedzibą kasztelani.
Zamek został zniszczony wskutek pożaru 31 października 1862.